# Hansruedi Stadler

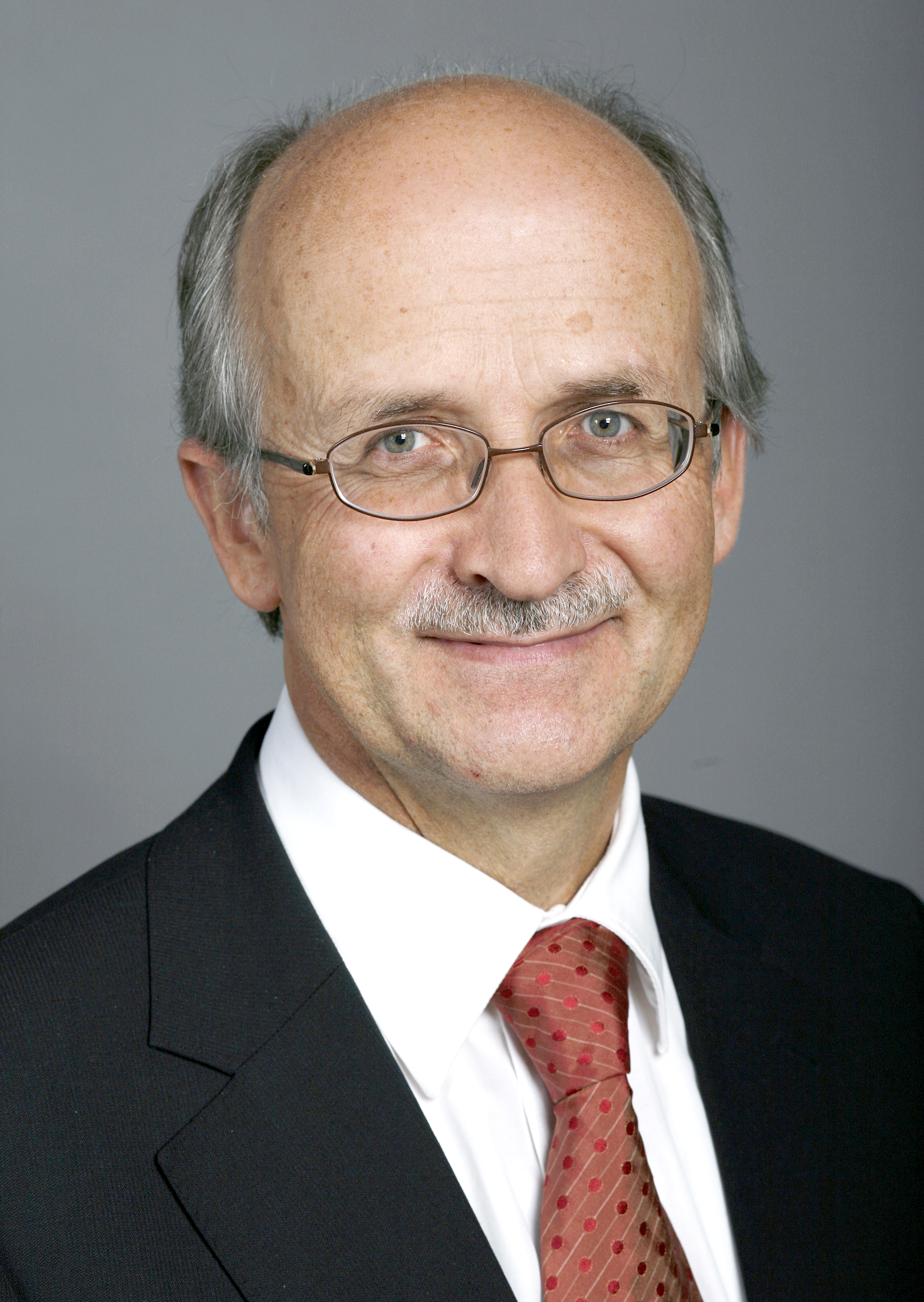
Hansruedi Stadler (vor 2008)

Hansruedi Stadler (* 6. August 1953 in Altdorf UR, heimatberechtigt in Bürglen UR) ist ein Schweizer Politiker (CVP) und ehemaliges Mitglied des Ständerats.

## Leben
Von 1988 bis 2000 war Hansruedi Stadler Regierungsrat (Mitglied der Exekutive) des Kantons Uri und von 1992 bis 1994 sowie von 1996 bis 1998 Landammann von Uri. 1999 wurde er im ersten Wahlgang als Ständerat des Kantons Uri gewählt. 2003 und 2007 wurde er wiedergewählt, Ende Mai 2010 trat er zurück. Als Urner Parlamentarier befasste er sich besonders mit Fragen der NEAT. Hansruedi Stadler war Mitglied der NEAT-Aufsichtsdelegation.
Landesweit bekannt wurde Hansruedi Stadler 1994 als Befürworter der Eidgenössischen Volksinitiative «zum Schutze des Alpengebietes vor dem Transitverkehr» (Alpen-Initiative). Als Urner Landammann stand er in der kontradiktorischen Politsendung Arena dem populären Bundesrat Adolf Ogi, der im Namen der Landesregierung gegen die Initiative argumentierte, gegenüber. In der Sendung fand sich der unscheinbare Landammann von Uri mit Humor und Schlagfertigkeit gut zurecht, sodass er nach allgemeiner Ansicht entscheidend zur Annahme der Initiative beitrug – 52 % Ja-Stimmen landesweit, in Uri 87,5 %.
Im Vorfeld der Abstimmung hatte Stadler gesagt, dass er im Fall der als unwahrscheinlich gesehenen Annahme vor allem Volk zur inoffiziellen Urner Nationalhymne Zoge am Boge de Landamme tanzed tanzen würde. An der Siegesfeier am 20. Februar 1994 tanzte Stadler tatsächlich auf dem Hauptplatz von Altdorf, und die Bilder des tanzenden Landammanns gingen schweizweit durch die Medien. Die Bekanntheit als tanzender Landammann verfolgt ihn bis heute und stört ihn sogar manchmal, da sie seine übrigen politischen Leistungen völlig in den Schatten stellt.
Am 19. Dezember 2012 wurde Hansruedi Stadler von Bundesrätin Simonetta Sommaruga (SP) zum Delegierten für Opfer von fürsorgerischen Zwangsmassnahmen ernannt. Er präsidierte von Juni bis Oktober 2013 auch den paritätisch aus Vertretern der ehemaligen Opfer sowie der Rechtsnachfolger der ehemaligen Täterorganisationen zusammengesetzten Runden Tisch für Opfer fürsorgerischer Zwangsmassnahmen.
Stadler ist Dr. iur. und von Beruf Rechtsanwalt und Notar. Er lebt in Altdorf, ist verheiratet und hat zwei Kinder. Sein Sohn Simon Stadler ist ebenfalls politisch aktiv.